# ゼントリックス (バンド)
ゼントリックス（XENTRIX）は、イングランド出身のスラッシュメタル・バンド。
1980年代に誕生した、英国産スラッシュ先駆的グループの一つ。長らく解散状態だったが、2010年代から活動を再開した。

## 概要・略歴

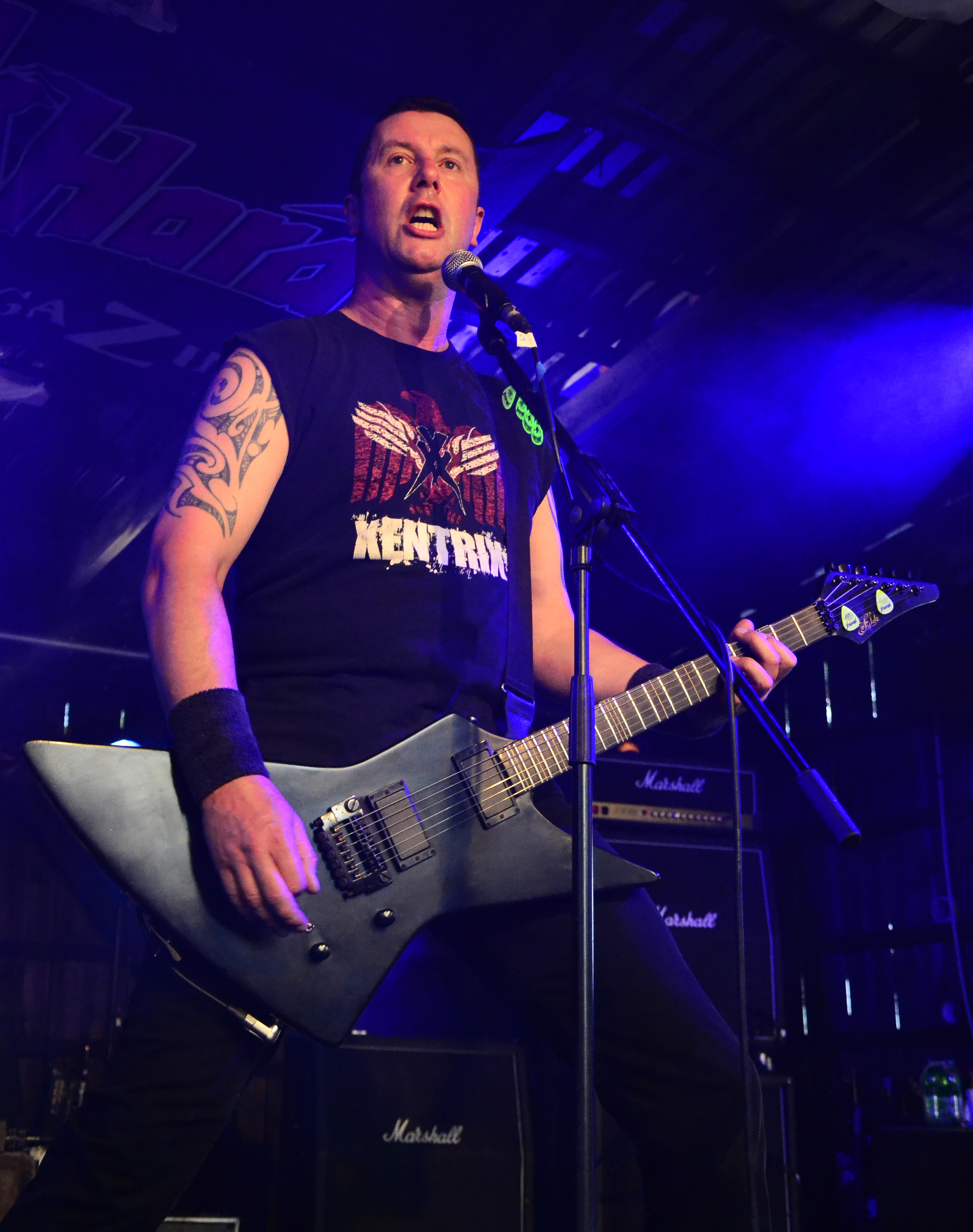
創設者クリス・アストリー(Vo/G) 2014年

1985年、母国のプレストンにて、クリス・アストリー(Vo/G)を中心にメタルバンド「Sweet Vengeance」を結成。アストリーは当時まだ高校生であった。
その後メンバーの変遷を経て、1987年に制作したデモテープが評判を呼び、HR/HMレーベル「ロードランナー・レコード」と契約。これを契機に「XENTRIX｣(ゼントリックス）と改名する。
1989年夏に1stアルバム『Shattered Existence』でデビュー。翌1990年には早くも2ndアルバム『For Whose Advantage?』を発表し、業界からも高い評価を得る。
1992年、3rdアルバム『Kin』をリリース。しかし1994年、「ロードランナー・レコード」との契約が終了し、新契約の取り付け先が難航。変化した音楽性に方向性の違いもあり、創始者であるクリス・アストリーが脱退してしまう。
ボーカルとギターを兼任していたアストリーに代わり、後任は個別に新メンバーを補充。1996年に4thアルバム『Scourge』をリリースする。しかし状況は好転せず、翌年にバンドは解散した。
2006年、アストリーも含めたクラシックメンバーで久々に集結し、短期のライブツアーを企画。
2013年、本格的な再開を公表し再始動。ライブを中心に、2015年10月頃まで活動した。
2017年、創設メンバー クリス・アストリーが降板し、ジェイ・ウォルシュに交代。
2019年、23年ぶりの5thアルバム『Bury the Pain』を発表。11月、ライブイベント『JAPANESE ASSAULT FEST 19』の出演にて初来日予定。

## スタイル
サンフランシスコ産のスラッシュメタル、いわゆる「ベイエリア・スラッシュ」的なスタイルが特徴。英国産スラッシュバンドの殆どが、米国やドイツ圏のスタイルを模倣した第2世代であり、母国のスラッシュシーン自体も発展途上であった。当バンドもその例に漏れなかったが、独自の音楽性も加味し高い評価を得た。
また、1990年代はヘヴィメタルにとって転換期に当たり、スピード感が減退しドゥーミーなサウンドが流行する。後年には、当バンドも同スタイルに傾倒していった。

## メンバー
※2019年10月時点 

### 現ラインナップ
- ジェイ・ウォルシュ (Jay Walsh) - ボーカル/ギター (2017- )
- クリスチャン・ハーバード (Kristian Havard) - ギター (1985- )
- クリス・シャイアーズ (Chris Shires) - ベース (2013- )
- デニス・ガスナー (Dennis Gasser) - ドラムス (1985- )

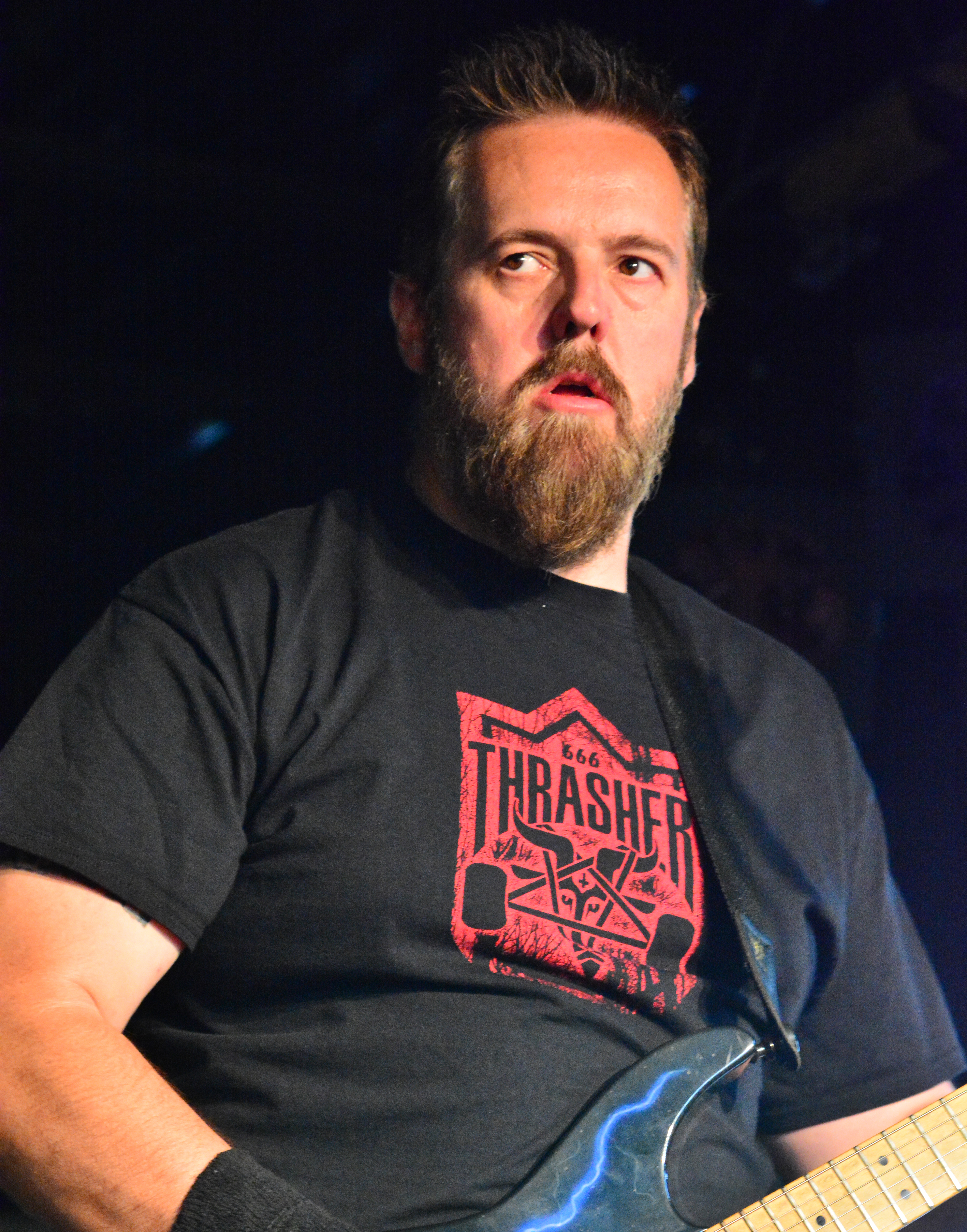
クリスチャン・ハーバード(G) 2014年
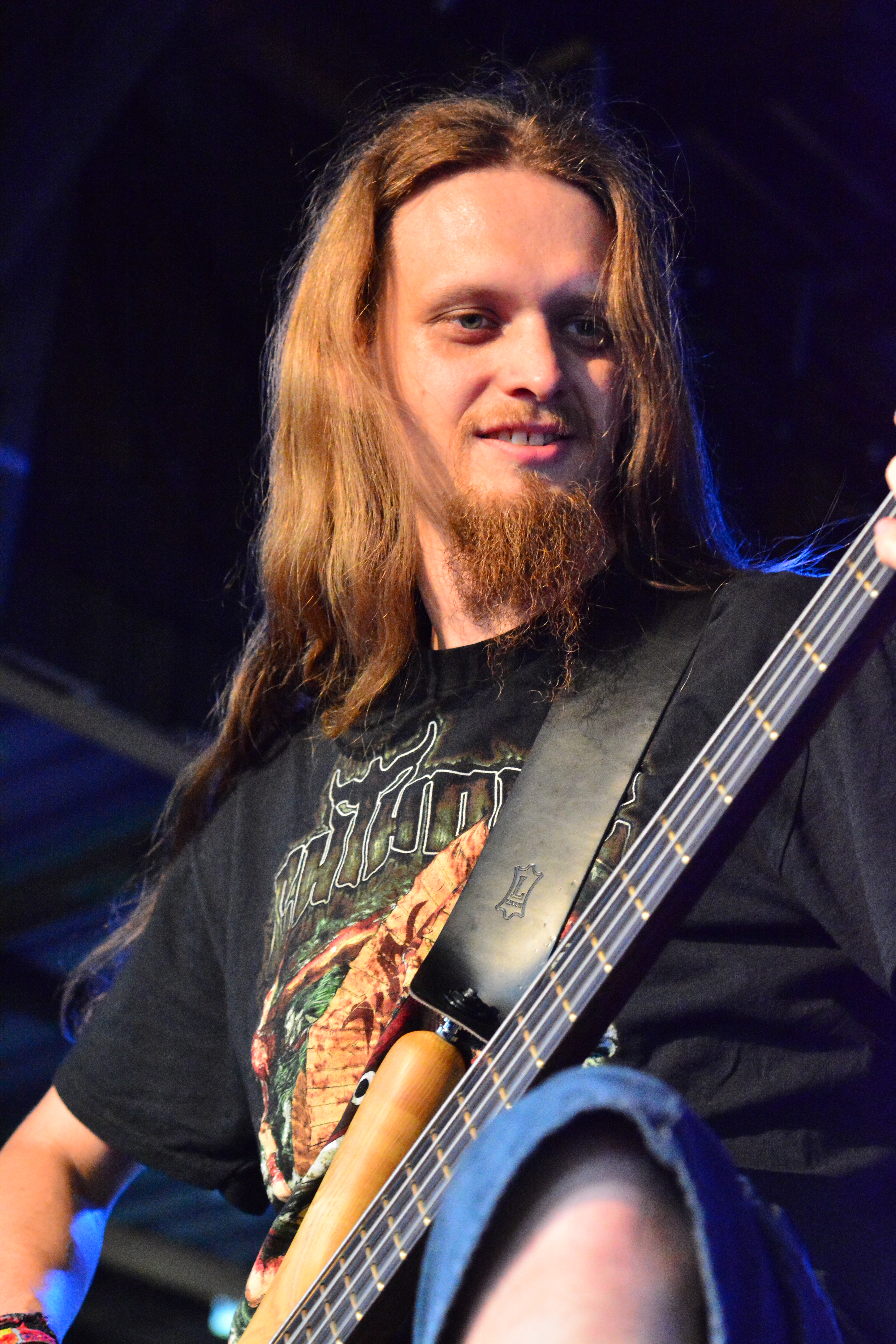
クリス・シャイアーズ(B) 2014年

### 旧メンバー
- クリス・アストリー (Chris Astley) - ギター/ボーカル (1985-1994, 2006-2017)
- ダカウ・ハフ (Dacaw Hough) - ボーカル (1985)
- シーン・オーウェンズ (Sean Owens) - ボーカル (1985)
- ジョン・ブレナン (John Brennan) - ドラムス (1985)
- デイヴ・キャッチポール (Dave Catchpole) - ドラムス (1986)
- ピーター・ヒラー (Peter Hiller) - ベース (1985)
- スティーヴ・ホジソン (Steve Hodgson) - ベース (1986-1987)
- メル・ガッサー (Mel Gasser) - ベース (1987)
- サイモン・ゴードン (Simon Gordon) - ボーカル (1995-1997)
- アンデイ・ラッド (Andy Rudd) - ギター (1995-1997)
- カール・アーンフィールド (Carl Arnfield) - キーボード (1992)
- ポール・マッケンジー (Paul MacKenzie) - ベース (1985-2013)

## ディスコグラフィー
スタジオアルバム
- Shattered Existence『砕かれた世界』(1989)
- For Whose Advantage? (1990)
- Kin (1992)
- Scourge (1996)
- Bury the Pain (2019)
- Seven Words (2022)

EP
- Dilute to Taste (1991)